# Meganeuropsis
Meganeuropsis es un género extinto de insecto perteneciente al orden Meganisoptera, emparentado con las actuales libélulas, que vivió durante el Pérmico Inferior en Norteamérica, y se encuentra entre los insectos de mayor tamaño que se conozcan de cualquier época. El género incluye a dos especies descritas:
- Meganeuropsis permiana fue descrito en 1937 de fósiles hallados en Elmo, Kansas. Este gigantesco insecto alcanzaría una longitud en cada ala de 33 cm, con una envergadura estimada de más de 71 cm, y una longitud corporal de la cabeza a la cola de casi 43 cm.[1]

- Meganeuropsis americana, descubierto en Oklahoma en 1940, es muy posiblemente un sinónimo más moderno de Meganeuropsis permiana.[2][3] Se basa en un fragmento anterior de un ala de 28 cm de largo, la cual se conserva y exhibe en el Museo Harvard de Historia Natural; la reconstrucción del ala completa indica una longitud total estimada de 30,5 cm, lo cual indica una envergadura total de 69 cm, mayor que muchos otros insectos.[4]